# Georg-Dehio-Kulturpreis
Mit dem Georg-Dehio-Kulturpreis würdigt das Deutsche Kulturforum östliches Europa e. V. „besondere Leistungen in der Erforschung, Bewahrung und Präsentation von Zeugnissen des gemeinsamen kulturellen Erbes in jenen Regionen des östlichen Europa, in denen im Laufe der Geschichte auch Deutsche gelebt haben, sowie herausragendes Engagement für gegenseitiges Verständnis und interkulturellen Dialog“ (lt. Vergaberichtlinien). Er wird alle zwei Jahre ausgelobt und vom Beauftragten der Bundesregierung für Kultur und Medien (BKM) dotiert.
Die Auszeichnung erinnert an den aus Reval gebürtigen deutschen Kunsthistoriker Georg Dehio (1850–1932), dessen Blick für regionale Zusammenhänge und Gespür für die wechselvolle Geschichte historischer Denkmäler Maßstäbe gesetzt hat, an denen sich auch die Arbeit des Deutschen Kulturforums östliches Europa orientiert.

## Georg-Dehio-Kulturpreis
Der Georg-Dehio-Preis gliedert sich in zwei Sparten, den Georg-Dehio-Kulturpreis und den Georg-Dehio-Buchpreis. Die Auszeichnung wurde erstmals 2003 und seitdem jährlich abwechselnd in den beiden Sparten vergeben. Mit dem Georg-Dehio-Kulturpreis werden Personen, Institutionen und Initiativen ausgezeichnet, die sich in vorbildlicher Art und Weise mit den Traditionen und Interferenzen deutscher Kultur und Geschichte im östlichen Europa bewahrend, zukunftsorientiert und im partnerschaftlichen Dialog mit den Nachbarn auseinandersetzen.
Der Georg-Dehio-Kulturpreis ist in einen Hauptpreis (7.000 €) und einen Förderpreis (3.000 €) unterteilt. Der Hauptpreis wird Persönlichkeiten für ein Lebenswerk oder Institutionen für besonders verdienstvolle langjährige Arbeit verliehen. Mit dem Förderpreis sollen herausragende innovative Leistungen auf kulturellem Gebiet ausgezeichnet werden.
Die Preisverleihung erfolgt im Rahmen eines öffentlichen Festaktes und ist von Veranstaltungen begleitet, mit denen das Werk und Wirken der Preisträger präsentiert und gewürdigt werden. „Ziel ist es, das Arbeitsgebiet der Geehrten einem größeren Publikum bekannt zu machen und zugleich auf die Traditionen und Interferenzen der Kultur und Geschichte der Deutschen im östlichen Europa hinzuweisen.“

## Jury
Über die Zuerkennung des Georg-Dehio-Kulturpreises entscheidet eine unabhängige, international zusammengesetzte Jury. Sie ist mit namhaften Repräsentanten aus Wissenschaft (Geschichte, Kunst- und Kulturgeschichte), Denkmalpflege und Museumswesen sowie (Kultur-)Politik besetzt.
Über die Zusammensetzung der Jury berät und beschließt das Kuratorium des Deutschen Kulturforums östliches Europa auf Vorschlag des Vorstandes. Sie besteht aus sieben Personen. Einen ständigen Sitz in der Jury hat ein von der Beauftragten der Bundesregierung für Kultur und Medien entsandter Vertreter, ebenso ein Vertreter der von der BKM geförderten Institutionen, die sich mit der Kultur und Geschichte der Deutschen im östlichen Europa befassen.

## Preisträger Kulturpreis
- 2023 Hauptpreis: Zentrum Gedankendach in Czernowitz/Tscherniwzi | Förderpreis: Autoren des Films DFC: Die Legende kehrt zurück / Legenda se vrací.
- 2021 Hauptpreis: Fundacja Borussia, Olsztyn | Förderpreis: Institut für angewandte Geschichte – Gesellschaft und Wissenschaft im Dialog e. V., Frankfurt (Oder).
- 2019 Hauptpreis: Maciej Łagiewski | Förderpreis: Kinder- und Jugendensemble »Canzonetta« mit der Leiterin Ingeborg Acker aus Kronstadt/Braşov in Siebenbürgen/Rumänien.[1]
- 2017 Hauptpreis: Paul Philippi | Ehrenpreis: Jaroslav Ostrčilík.[2]
- 2015 Hauptpreis: Peter Rychlo | Ehrenpreis: an das Filmprojekt Alois Nebel mit dem Regisseur Tomáš Luňák sowie den Drehbuchautoren Jaroslav Rudiš und Jaromír Švejdík[3]
- 2013 Hauptpreis: Prof. Dr. Ewa Chojecka | Ehrenpreis: Dr. Irina Tscherkasjanowa[4]
- 2011 Hauptpreis: Christoph Klein | Ehrenpreis: Jan Janca
- 2009 Hauptpreis: Christoph Machat | Ehrenpreis: Zbigniew Czarnuch
- 2007 Hauptpreis: Imants Lancmanis, Schloss Rundāle | Ehrenpreis: die Redaktion des Deutsch-Polnischen Magazins Dialog mit ihrem Chefredakteur Basil Kerski
- 2005 Hauptpreis: Volker Koepp | Ehrenpreis: die tschechische Bürgerinitiative »Antikomplex«
- 2003 Hauptpreis: Andrzej Tomaszewski | Ehrenpreis: Hermannstädter Bachchor